# Бьёрлинг, Юсси
Юсси Бьёрлинг (полное имя Юхан Юнатан Бьёрлинг; швед. Johan Jonatan Björling; 2 февраля 1911[…], Стора-Туна — 9 сентября 1960[…], Энгельбрект, Стокгольмское обер-губернаторство, Швеция) — шведский лирико-драматический тенор, один из крупнейших оперных певцов XX века. В основном выступал в Скандинавии, Великобритании и США.

## Биография
Первым педагогом Бьёрлинга был его отец, тенор Давид Бьёрлинг. Вместе с ним и двумя братьями Юсси Бьёрлинг участвовал в семейном вокальном квартете. В 1928—1930 годах обучался в Стокгольмской консерватории (класс Йона Форселля), в 1930—1931 годах — в Королевской оперной школе (Kungliga Teaterns operaskola, ныне Стокгольмский университет искусств) у Туллио Вогеры, после окончания которой до 1933 года был солистом Шведской королевской оперы.
После концертного выступления в Копенгагене в 1931 году известность Бьёрлинга распространяется за пределы Швеции. С 1936 года начинаются длительные концертные турне по Центральной Европе (Чехословакия, Австрия, Германия, Венгрия). В 1938 году впервые выступил на сцене Метрополитен-оперы, где со второй половины 1940-х годов в основном и работал.
С 1957 года из-за злоупотребления алкоголем (который поначалу позволял ему снять страх сцены и расслабиться перед выступлением) у певца начались проблемы с сердцем, но он не прекратил выступлений, сделав последнюю запись («Реквием» Верди) в июне 1960 года, за несколько месяцев до смерти.

## Голос
От едва уловимого пианиссимо до мощного форте голос Бьёрлинга сохраняет неизменный тембр — без истончения на высоких нотах или размытости в нижнем регистре. Средний диапазон (примерно от соль первой октавы до ля первой октавы) насыщен, отшлифован, богат. Его тенор далёк от шаблона: лёгкая назальность — не резкая, а скорее мягкая, с передней подачей — добавляет голосу остроты и лёгкости. Тембр льётся плавно, с бесшовным легато, почти текучей естественностью. Даже в сложных пассажах нет ни намёка на напряжение: messa di voce (постепенное нарастание и убывание громкости на одной ноте) идеально, создавая ощущение безграничной свободы. Когда того требует музыка, особенно в драматичных партиях Верди или веризма, под этой шёлковой оболочкой проступает металл, без труда прорезающий звуковую ткань оркестра. Про «Риголетто» с его участием журнал Gramophone писал: «Теноровый звук так чист, что кажется парящим, но в ключевых моментах в нём чувствуется стальная мощь».
Виктория де лос Анхелес, вместе с которой Бьёрлинг записал оперы «Богема», «Паяцы» и «Мадам Баттерфляй», свидетельствует, что «по сохранившимся записям невозможно составить истинное представление о его голосе… он был гораздо, гораздо прекраснее, чем вы слышите в записи».

## Признание
В 1944 году Бьёрлинг стал обладателем шведского почётного звания «Придворный певец» (hovsångare). В 1960 году одним из первых получил американскую премию «Грэмми». Введён в Зал славы британского журнала Gramophone.
В городе Бурленге работает музей Юсси Бьёрлинга. При этом музее и ещё в нескольких шведских городах ему поставлены памятники. Когда в 1999 году британский журнал Classic CD опросил музыкальных критиков на предмет выявления величайшего, по их мнению, оперного певца XX века, больше всего голосов было подано за Юсси Бьёрлинга.

## Семья
Жена (с 1935 года) — Анна-Лиза Берг (1910—2006), оперная певица, автор воспоминаний о муже. Ряд произведений они исполняли вдвоём (например, Ange adorable из оперы Гуно «Ромео и Джульетта»). Их сын Рольф (1928-1993) и внук Раймонд (род. 1956) также стали профессиональными оперными певцами.